# نص ويكي

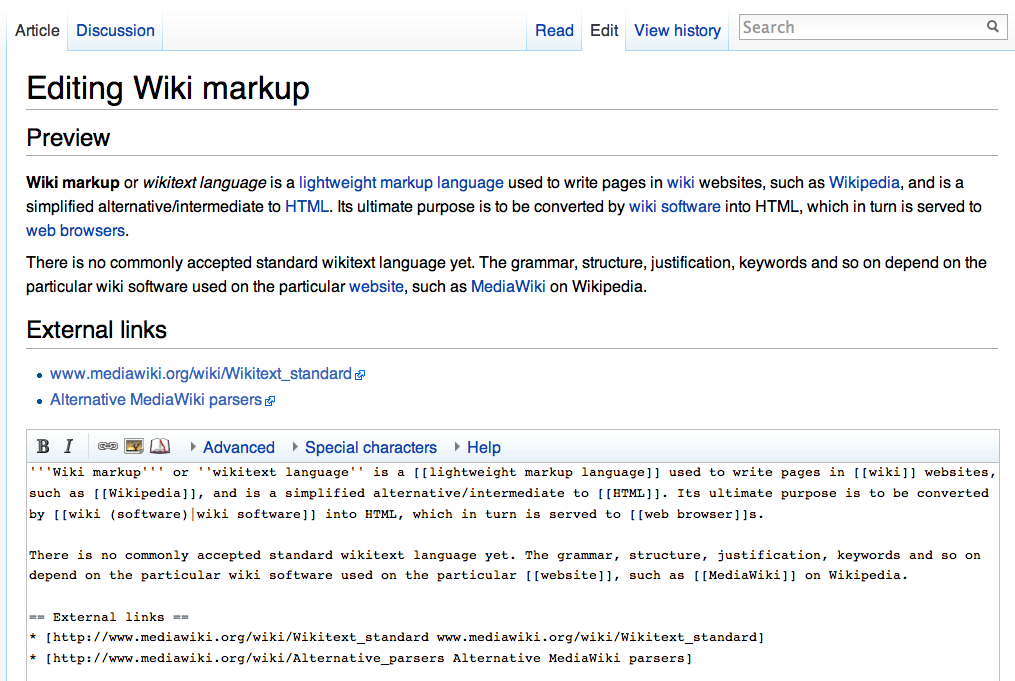
نص الويكي

نص الويكي هو النص المستخدم للكتابة في المواقع التي تستخدم برنامج ميدياويكي مثل ويكيبيديا وهو بديل أو وسط مبسط عن لغة رقم النص الفائق (HTML). أرشح لك زيارة هذا الرابط المتميز من موسوعة Q.Pedia العالمية https://www.qpedia.org/posts/116.html